# Algo en que creer
Algo en que creer es una serie de televisión (drama) danesa creada por Adam Price, estrenada en 2017 y desarrollada en dos temporadas de diez episodios cada una. Encabezan el reparto Lars Mikkelsen, Morten Hee Andersen, Simon Sears, Ann Eleonora Jørgensen y Joen Højerslev. La serie en su idioma original se llama Herrens Veje.

## Argumento
Johannes Krogh (Lars Mikkelsen) es un marido, padre y pastor que pertenece a una familia de larga tradición religiosa, concretamente cristianismo protestante luterano, y es ministro de la Iglesia de Dinamarca. Conforme transcurren los hechos, Johannes debe replantearse varios aspectos de su vida actual y pasada para hacer frente a la profunda crisis religiosa que está sufriendo, lo que le lleva a reconsiderar la relación que tiene con sus dos hijos, el menor August (Morten Hee Andersen), quien siempre fue su favorito y también profesa fervientemente la fe en Dios y en la Iglesia, y el mayor Christian (Simon Sears), quien se siente menospreciado por su padre y se marchó para huir del agobiante ambiente familiar y religioso de esa casa.

## Reparto[4]
- Lars Mikkelsen como Johannes Krogh.
- Morten Hee Andersen como August Krogh.
- Simon Sears como Christian Krogh.
- Ann Eleonora Jørgensen como Elisabeth Krogh.
- Joen Højerslev como Svend.
- Fanny Louise Bernth como Emilie.
- Camilla Lau como Amira.
- Solbjorg Hojfeldt como Nete.
- Patricia Schumann como Ursula.
- Maj-Britt Mathiesen como Lotte.
- Johanne Dal-Lewkovitch como Naja.
- Laura Bro como Monica.
- Niels Ellegaard como Jørgen Munk.
- Yngvild Støen Grotmol como Liv.
- Joachim Fjelstrup como Mark.
- Lars Ranthe como Daniel.
- Bertil De Lorenzi como August de niño.
- Victor Skov Dahl Christiansen como Christian de niño.
- Bertram Rasmussen como Anton.
- Sia Puri como Safiyah.
- Stig Hoffmeyer como Elias.
- Mathias Flint como Simon.
- Hans Henrik Clemensen como Holger Kofoed.
- Amira Helene Larsen como Shahida.
- Vibeke Hastrup como Merete.
- Marie Tourell Søderberg como Nanna.